# Geddy Lee
Geddy Lee Weinrib (nato Gary Lee Weinrib), meglio noto come Geddy Lee OC (Toronto, 29 luglio 1953) è un polistrumentista, cantante e compositore canadese; è noto per essere stato il cantante, bassista, tastierista e coautore delle musiche del gruppo hard rock/rock progressivo Rush.

## Biografia
Nato da Morris Weinrib e Mary Rubinstein, polacchi di Varsavia sfuggiti alla Shoah ed emigrati in Canada, gli fu imposto il nome yiddish Gershon Eliezer Weinrib, in omaggio al nonno materno; il nome onorifico venne poi anglicizzato all'anagrafe come Gary Lee Weinrib. L'origine del nome di scena (e successivamente nome legale) "Geddy", venne ispirato dal modo fortemente accentato con cui la madre pronunciava "Gary".  Geddy Lee viene abitualmente chiamato dai suoi compagni di gruppo anche con il soprannome di Dirk.
Un suo lavoro solista, My Favorite Headache, è stato pubblicato nel 2000. Oltre a comporre musiche (in alcuni casi ha anche scritto testi di canzoni), arrangiare ed esibirsi per i Rush, Lee ha prodotto dischi per diversi gruppi, tra cui i Rocket Science.
Assieme ai suoi compagni Alex Lifeson e Neil Peart, Lee è stato nominato Ufficiale dell'Ordine del Canada, il 9 maggio 1996. Il trio fu il primo gruppo rock a ricevere questa onorificenza. In qualità di membro del gruppo musicale Rush è stato inserito nella Rock and Roll Hall of Fame nel 2013. A Lee è stato intitolato un asteroide individuato nel 1990.
È apparso in un episodio dell'ottava stagione della sit-com How I Met Your Mother in cui interpreta se stesso.

## Stile e abilità

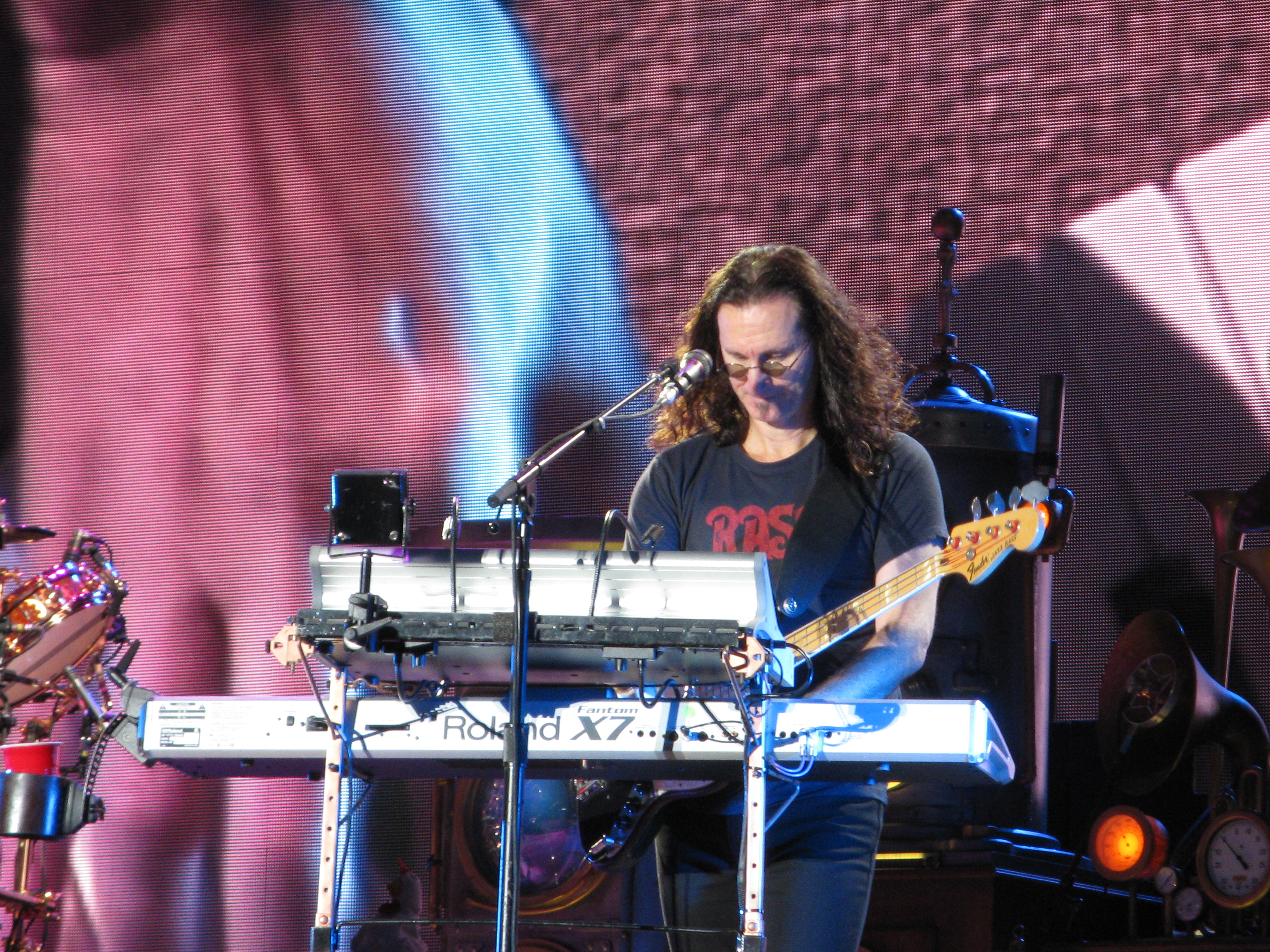
Geddy Lee mentre suona le tastiere

La voce di Lee è descritta come quella di un "tenore incredibilmente acuto". Le opinioni sulla sua voce, che è da sempre un marchio di fabbrica dei Rush, sono piuttosto varie: Hit Parader lo ha definito il 13º miglior cantante heavy metal di sempre, mentre AllMusic ha etichettato la sua voce come "un lamento Robert Plantesco". Tuttavia, già a partire dall'album Permanent Waves, Geddy ha gradualmente cambiato il suo stile vocale per un suono più pacato e meno acuto.
Riconosciuto come uno dei più grandi bassisti rock di sempre, è noto per avere una tecnica superlativa ed ha contribuito allo sviluppo dello stile hard rock/progressive con le sue intricate linee di basso. È incluso nella lista dei dieci migliori bassisti di tutti i tempi secondo Rolling Stone, piazzandosi alla quarta posizione. È stato fonte di ispirazione per altri noti bassisti come Steve Harris degli Iron Maiden, John Myung dei Dream Theater, Les Claypool dei Primus, e Cliff Burton dei Metallica.
Già dalla fine degli anni settanta Geddy iniziò a ricoprire anche il ruolo di tastierista nei Rush, ma sono gli anni ottanta il periodo in cui lo strumento prese davvero piede nel sound del gruppo (tanto che, in questo periodo, la chitarra di Lifeson diverrà quasi soltanto uno strumento di accompagnamento). Negli anni novanta le sue parti di tastiera iniziarono gradualmente ad attenuarsi, fino ad essere notevolmente ridotte nei lavori degli ultimi anni.

## Equipaggiamento

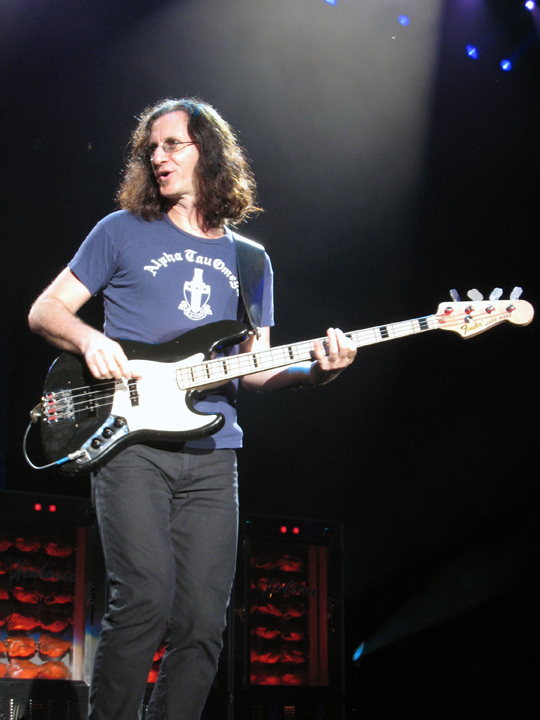
Geddy Lee al basso elettrico durante un concerto

## Libri
- Geddy Lee's Big Beautiful Book of Bass – Geddy Lee (2018) – ISBN 978-0062747839
- My Effin' Life – Geddy Lee (2023) - ISBN 978-0063159419

## Discografia

### Con i Rush
- 1974 - Rush
- 1975 - Fly by Night
- 1975 - Caress of Steel
- 1976 - 2112
- 1977 - A Farewell to Kings
- 1978 - Hemispheres
- 1980 - Permanent Waves
- 1981 - Moving Pictures
- 1982 - Signals
- 1984 - Grace Under Pressure
- 1985 - Power Windows
- 1987 - Hold Your Fire
- 1989 - Presto
- 1991 - Roll the Bones
- 1993 - Counterparts
- 1996 - Test for Echo
- 2002 - Vapor Trails
- 2007 - Snakes & Arrows
- 2012 - Clockwork Angels

### Solista
- 2000 - My Favorite Headache

## Premi
- Bass Hall of Fame - Guitar Player Magazine
- 6 volte vincitore: "Miglior Bassista Rock" - Guitar Player Magazine
- 1993 - "Miglior Bassista Rock", classifica stilata dai lettori di Bass Player
- Miglior album di basso (Snakes & Arrows) - Bass Player Magazine
- "Più bella linea di basso in una canzone" (Malignant Narcissism) - Bass Player Magazine